# Dragan Joksović
Dragan "Jokso" Joksović, född 11 augusti 1956 i Pljevlja, Jugoslavien (senare Montenegro), död 4 februari 1998 i Stockholm, var en svensk-jugoslavisk (montenegrinsk) krogägare. Polisen ansåg att Joksović kunde kallas Stockholms "gangsterkung". Man kunde dock inte beslå honom med andra brott än ringa narkotikabrott, misshandel och övergrepp i rättssak. Han var även misstänkt för cigarettsmuggling. Han mördades på Solvalla i Stockholm 4 februari 1998 av Janne Raninen, en då 20-årig man bördig från Finland, som sköt Joksović till döds från tre meters håll.
Raninen greps på platsen, och dömdes senare till åtta års fängelse. 
Mordet blev upptakten till ett gangsterkrig inom restaurangbranschen. På kvällen 9 juli 1998 mördade fyra män en före detta torped på puben Broder Tuck i Stockholm. Den 26 oktober 2006 dömdes Raninen till livstids fängelse av Helsingfors hovrätt för ett annat mord knutet till ett rån vid Arlanda i juli 2002.